# Verena Bentele
Verena Bentele (ur. 28 lutego 1982 w Lindau am Bodensee) – niemiecka niewidoma biegaczka narciarska i biathlonistka, dwunastokrotna złota medalistka igrzysk paraolimpijskich i czterokrotna mistrzyni świata.

## Medale igrzysk paraolimpijskich

### 2010
- Biathlon – 3 km – osoby niewidome
- Biegi narciarskie – 15 km st. dowolnym – osoby niewidome
- Biathlon – 12,5 km – osoby niewidome
- Biegi narciarskie – 5 km st. dowolnym – osoby niewidome
- Biegi narciarskie – sprint 1 km st. klasycznym – osoby niewidome

### 2006
- Biathlon – 7,5 km – osoby niewidome
- Biegi narciarskie – 5 km – osoby niewidome
- Biathlon – 12,5 km – osoby niewidome

### 2002
- Biathlon – 7,5 km – osoby niewidome
- Biegi narciarskie – krótki dystans – osoby niewidome
- Biegi narciarskie – średni dystans – osoby niewidome
- Biegi narciarskie – długi dystans – osoby niewidome

### 1998
- Biathlon – osoby niewidome
- Biegi narciarskie – krótki dystans – osoby niewidome
- Biegi narciarskie – średni dystans – osoby niewidome
- Biegi narciarskie – sztafeta 3 × 2,5 km

## Medale mistrzostw świata

### 2005
- Biathlon – krótki dystans – osoby niewidome
- Biegi narciarskie – średni dystans – osoby niewidome
- Biegi narciarskie – krótki dystans – osoby niewidome

### 2003
- Biathlon – krótki dystans – osoby niewidome
- Biathlon – długi dystans – osoby niewidome
- Biegi narciarskie – krótki dystans – osoby niewidome
- Biegi narciarskie – długi dystans – osoby niewidome

### 2000
- Biegi narciarskie – krótki dystans – osoby niewidome
- Biegi narciarskie – długi dystans – osoby niewidome